# Nicolas Roland
Nicolas Roland (8. prosince 1642, Baslieux-sous-Châtillon – 27. dubna 1678, Remeš) byl francouzský římskokatolický kněz, zakladatel kongregace Sester Svatého Jezulátka. Katolická církev jej uctívá jako blahoslaveného.

## Život

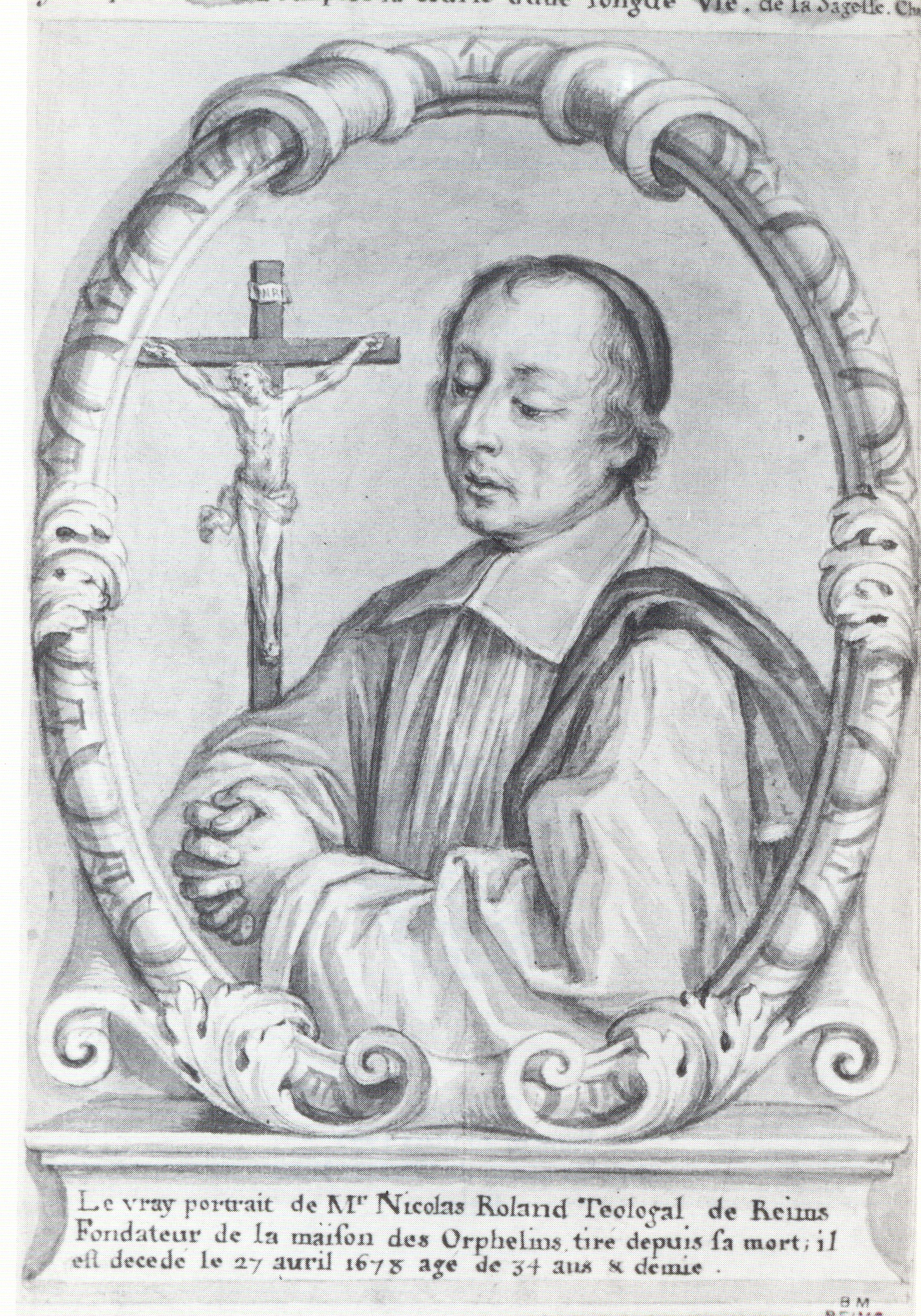
Portrét

Narodil se dne 8. prosince 1642 malém městečku Baslieux-les-Reims ve starověké provincii Champagne nedaleko Remeše jako syn Jeana-Baptisty Rolanda (1611–1673). Jeho kmotrem byl jeho strýc Matthieu Beuvelet.
V roce 1650 nastoupil na jezuitskou kolej v Remeši při kostele sv. Mořice, kde projevil aktivní inteligenci a touhu stát se knězem. V roce 1653 přijal tonzuru. Po dokončení prvotních studií chvíli cestoval po Francii. Po náročné námořní cestě se znovu vrátil ke studiu. V roce 1660 se přestěhoval do Paříže, aby pokračoval ve studiu filozofie a teologie a zůstal na vysoké škole Bons Amis. Vstoupil do několika zbožných spolků, jako byl „Spolek přátel“ jezuity Jeana Bagota. Uvažoval dokonce o vstupu k jezuitům. Nějakou dobu se také zajímal o práci misionářů a po dokončení doktorátu z teologie uvažoval o odchodu na misie do Siamu. Ještě před jáhenským svěcením mu byl udělen titul kanovníka při katedrále Notre-Dame v Remeši. Roku 1664 přijal jáhenské svěcení a 3. března 1665 byl vysvěcen na kněze pro remešskou arcidiecézi.
V roce 1666 opustil dům svých rodičů a přestěhoval se do domu na ulici Barbâtre v Remeši, kde začal žít život v chudobě zasvěcený charitativní činnosti. Navázal kontakty se seminářem při kostele Saint Nicolas-du-Chardonnet, kde působil jeho strýc. Seznámil se zde s myšlenkami Adriana Bourdoise a Jeana-Jacquese Oliera a dozvěděl se zde o hnutí za obnovu francouzského kléru.
Několik měsíců žil při kostele Saint-Amand v Rouenu v naprosté chudobě podle učení Antoina de la Haye. V Rouenu se setkal s dalším duchovním zapáleným pro vzdělání pro chudé, řeholním knězem nejmenších bratří bl. Nicolasem Barrem, který do města přijel v roce 1659. Inspiroval se jeho dílem a po návratu do Remeše se rozhodl věnovat vzdělávání chudých. Dne 15. října 1670 mu byl svěřen remešský sirotčinec založený Marií Varlet, který postupně přeměnil ve skutečnou školu. Roku 1670 pozval do Remeše dvě učitelky z kongregace  Sester od Dítěte Ježíše, kterou založil Nicolas Barré. Rozhodl se založit vlastní ženskou řeholní kongregaci Sester Svatého Jezulátka, která se věnovala výchově chudých a opuštěných dívek.
V roce 1672 se setkal s mladým kanovníkem sv. Jeanem-Baptistou de La Sallemem, budoucím zakladatelem kongregace Školských bratří, a na čas se stal jeho duchovním vůdcem, kdy jej výrazně inspiroval v jeho pozdějším díle. Zůstal s ním v kontaktu i poté, co odcestoval na studia do Paříže. Později také asistoval při jeho primiční mši svaté.
Po smrti svého otce v roce 1673 se Roland začal více angažovat v rozvoji jím založené kongregace Sester Svatého Jezulátka. Staral se také o některé sousedské školy a sirotčinec. 13. července téhož roku otevřel na své vlastní náklady první školu, spravovanou kongregací, kterou založil. V roce 1675 byla jeho kongregace schválena remešským arcibiskupem Charlesem-Mauricem Le Tellierem. V následujícím roce dal veškerý svůj majetek k upevnění nové kongregace a zvýšil také svou činnost ve prospěch potřebných a kongregaci se snažil rozšířit i do dalších oblastí, včetně Paříže.
Dne 19. dubna 1678 musel zůstat v posteli kvůli silné bolesti hlavy. 23. dubna téhož roku sepsal závěť. Zemřel dne 27. dubna 1678 v Remeši a následujícího 29. dubna byl pohřben v kapli řeholního domu jím založené kongregace v Remeši.

## Úcta
Dne 21. prosince 1992 jej papež sv. Jan Pavel II. podepsáním dekretu o jeho hrdinských ctnostech prohlásil za ctihodného. Dne 23. prosince 1993 byl uznán zázrak na jeho přímluvu, potřebný pro jeho blahořečení.
Blahořečen pak byl dne 16. října 1994 na Svatopetrském náměstí papežem sv. Janem Pavlem II.
Jeho památka je připomínána 27. dubna. Bývá zobrazován v kněžském oděvu. Je patronem jím založené kongregace.